# Municipi d'Egedal
El municipi de Egedal  és un municipi danès de la Regió de Hovedstaden que va ser creat l'1 de gener del 2007 com a part de la Reforma Municipal Danesa, integrant els antics municipis de Ledøje-Smørum, Stenløse i Ølstykke. El municipi és situat al nord de l'illa de Sjælland, abastant una superfície de 126 km².
La ciutat més important i la seu administrativa del municipi és Stenløse (19.998 habitants el 2009). Altres poblacions del municipi són:
- Buresø
- Ganløse
- Ledøje
- Ølstykke Stationsby
- Slagslunde
- Smørumovre
- Søsum
- Tangbjerg
- Veksø

## Consell municipal
Resultats de les eleccions del 18 de novembre del 2009:
| Partit                      | vots | % vots |
| --------------------------- | ---- | ------ |
| Socialdemokratiet           | 4543 | 20,6   |
| Det Radikale Venstre        | 1604 | 7,3    |
| Det Konservative Folkeparti | 5551 | 25,2   |
| Egedal-listen               | 1585 | 7,2    |
| Socialistisk Folkeparti     | 2825 | 12,8   |
| Dansk Folkeparti            | 1256 | 5,7    |
| Venstre                     | 4637 | 21,1   |

### Alcaldes
| Alcalde                | Període               | Partit        |
| ---------------------- | --------------------- | ------------- |
| Svend Kjærgaard Jensen | 1-1-2007 a 31-12-2009 | Egedal-Listen |
| Willy Eliasen          | 1-1-2010 a 31-12-2013 | Venstre       |